# Победнице европских првенстава у дворани — скок увис
Освајачице медаља на европским првенствима у атлетици у дворани у дисциплини скок увис у женској конкуренцији, која је на програму од првог која је на програму од првих Европских игара у дворани у Дортмунду 1966. као и од првог Европског првенства у Бечу 1970.,  приказане су у следећој табели са постигнутим резултатима, рекордима и билансом освојених медаља по земљама и појединачно у овој дисциплини. Резултати су приказни у метрима.
Најуспешнији појединац после 37 европских првенства је Стефка Костадинова из Бугарске са 5 освојених медаља од који су 4 златне и 1 сребрна. Код земаља најспешнја је Источна Немачка са укупно 16 медаља од којих је 7 златних, 6 сребрне и 3 бронзане.
Рекорд европских првенстава у дворани држи Тија Хелебаут из Белгије резултатом 2,05 метара који је поставила пре 14 година у финалу скока увис на 29. Европском првенству у Бирмингему 3. марта 2007 године.

## Освајачице медаља на европским играма у дворани
| Европске игре |                                 | Резултат  |                                    | Резултат |                                   | Резултат |
| Дортмунд 1966 | Јоланда Балаш · Румунија        | 1,76 РЕП  | Олга Гере-Пулић · Југославија      | 1,73     | Лија Ханс · Западна Немачка       | 1,65     |
| Праг 1967     | Таисија Ченчик Совјетски Савез  | 1,76 =РЕП | Линда Ноулс · Уједињено Краљевство | 1,73     | Јарослава Кралова · Чехословачка  | 1,70     |
| Мадрид 1968   | Рита Кирст-Шмит Источна Немачка | 1,84 РЕП  | Вирџинија Бончи · Румунија         | 1,76     | Антонина Лазарева Совјетски Савез | 1,76     |
| Београд 1969  | Рита Кирст-Шмит Источна Немачка | 1,82      | Јорданка Благoева Бугарска         | 1,82     | Антонина Лазарева Совјетски Савез | 1,79     |

## Освајачице медаља на европским првенствима у дворани
| Европско првенство         |                                    | Резултат            |                                                   | Резултат |                                                              | Резултат |
| Беч 1970 детаљи            | Илона Гузенбауер Аустрија          | 1,88 СРд, ЕРд, РЕПд | Корнелија Попеску Румунија                        | 1,82     | Рита Шмит Источна Немачка                                    | 1,82     |
| Софија 1971 детаљи         | Милада Карбанова Чехословачка      | 1,80                | Вера Гаврилова Совјетски Савез                    | 1,80     | Корнелија Попеску Румунија                                   | 1,78     |
| Гренобл 1972 детаљи        | Рита Шмит Источна Немачка          | 1,90 РЕПд           | Рита Гилдемајстер Источна Немачка                 | 1,84     | Јорданка Благoева Бугарска                                   | 1,84     |
| Ротердам 1973 детаљи       | Јорданка Благоeва Бугарска         | 1,92 СРд, ЕРд, РЕПд | Рита Гилдемајстер Источна Немачка                 | 1,86     | Милада Карбанова Чехословачка                                | 1,86     |
| Гетеборг 1974 детаљи       | Роземари Вичас Источна Немачка     | 1,90                | Милада Карбанова Чехословачка                     | 1,88     | Рита Кирст Источна Немачка                                   | 1,88     |
| Катовице 1975 детаљи       | Роземари Акерман · Источна Немачка | 1,92 =РЕПд          | Марија-Кристин Дебур · Француска                  | 1,83     | Анемиеке Боума · Холандија                                   | 1,80     |
| Минхен 1976 детаљи         | Роземари Акерман · Источна Немачка | 1,92 =РЕПд          | Улрике Мејфарт · Западна Немачка                  | 1,89     | Милада Карбанова · Чехословачка                              | 1,89     |
| Сан Себастијан 1977 детаљи | Сара Симеони · Италија             | 1,92 =РЕПд          | Бригите Холлцаплер · Западна Немачка              | 1,89     | Едит Шамуел · Мађарска                                       | 1,86     |
| Милани 1978 детаљи         | Сара Симеони · Италија             | 1.94 РЕПд           | Бригите Холлцаплер · Западна Немачка              | 1.91     | Урсула Кјелан · Пољска                                       | 1.88     |
| Беч 1979 детаљи            | Андреа Матаи · Мађарска            | 1,92                | Урсула Кјелан · Пољска                            | 1,85     | Улрике Мејфарт · Западна Немачка                             | 1,80     |
| Зинделфинген 1980 детаљи   | Сара Симеони · Италија             | 1,95 РЕП            | Андреа Матаи · Мађарска                           | 1,93     | Урсула Кјелан · Пољска                                       | 1,93     |
| Гренобл 1981 детаљи        | Сара Симеони · Италија             | 1,97 РЕП            | Елжбјета Кравчук · Пољска                         | 1,94     | Урсула Кјелан · Пољска                                       | 1,94     |
| Милано 1982 детаљи         | Улрике Мејфарт · Западна Немачка   | 1,99 РЕП            | Андеа Биниас · Источна Немачка                    | 1,99     | Каталин Штерк · Мађарска                                     | 1,99     |
| Будимпешта 1983 детаљи     | Тамара Бикова Совјетски Савез      | 2,03 РЕП            | Лариса Косицина Совјетски Савез                   | 1,94     | Мариз Еванже Епе · Француска                                 | 1,92     |
| Гетеборг 1984 детаљи       | Улрике Мејфарт · Западна Немачка   | 1,95                | Мариз Еванже Епе · Француска                      | 1,95     | Данута Булковска · Пољска                                    | 1,95     |
| Пиреј 1985 детаљи          | Стефка Костадинова Бугарска        | 1,97                | Сузана Хелм · Источна Немачка                     | 1,94     | Данута Булковска, · Пољска                                   | 1,90     |
| Мадрид 1986 детаљи         | Андреа Биниас · Источна Немачка    | 1,97                | Габријела Гинц · Источна Немачка                  | 1,94     | Лариса Косицина · Совјетски Савез                            | 1,94     |
| Лијевен 1987 детаљи        | Стефка Костадинова Бугарска        | 1,97                | Тамара Бикова · Совјетски Савез                   | 1,94     | Сузана Бајер · Источна Немачка · Елжбјета Трилињска · Пољска | 1,91     |
| Будимпешта 1988 детаљи     | Стефка Костадинова Бугарска        | 2,04 РЕП            | Хајке Радецки · Западна Немачка                   | 1,97     | Лариса Косицина · Совјетски Савез                            | 1,97     |
| Хаг 1989 детаљи            | Галина Астафеј · Румунија          | 1,96                | Хане Хаугланд · Норвешка                          | 1,96     | Мариз Еванже Епе · Француска                                 | 1,91     |
| Глазгов 1990 детаљи        | Хајке Хенкел · Западна Немачка     | 2,00                | Брита Ферес · Источна Немачка                     | 1,94     | Галина Астафеј · Румунија                                    | 1,94     |
| Ђенова 1992 детаљи         | Хајке Хенкел · Немачка             | 2,02                | Стефка Костадинова · Бугарска                     | 2,02     | Јелена Јелесина · Уједињени тим                              | 1,94     |
| Париз 1994 детаљи          | Стефка Костадинова · Бугарска      | 1,98                | Десислава Александрова · Бугарска                 | 1,96     | Зигфрид Киршман · Молдавија                                  | 1,94     |
| Стокхолм 1996 детаљи       | Алина Астафеј · Немачка            | 1,98                | Ники Бакојани · Грчка                             | 1,96     | Олга Болсова · Молдавија                                     | 1,94     |
| Валенсија 1998 детаљи      | Моника Јагар · Румунија            | 1,96                | Алина Астафеј · Немачка                           | 1,94     | Јелена Јелесина · Русија                                     | 1,94     |
| Гент 2000 детаљи           | Кајса Бергквист · Шведска          | 2,00                | Зузана Хлавонова · Чешка                          | 1,98     | Олга Калитурина · Русија                                     | 1,96     |
| Беч 2002 детаљи            | Марина Купцова · Русија            | 2,03                | Дора Џерфи · Мађарска · Кајса Бергквист · Шведска | 1,95     | -                                                            | -        |
| Мадрид 2005 детаљи         | Ана Чичерова · Русија              | 2,01                | Рут Беитија · Шпанија                             | 1,99     | Венелина Венева · Бугарска                                   | 1,97     |
| Бирмингем 2007 детаљи      | Тија Хелебаут · Белгија            | 2,05 РЕП            | Антонијета ди Мартино · Италија                   | 1,96     | Рут Беитија · Шпанија                                        | 1,96     |
| Торино 2009 детаљи         | Аријане Фридрих · Немачка          | 2,01                | Рут Беитија · Шпанија                             | 1,99     | Викторија Кљугина · Русија                                   | 1,96     |
| Париз 2011 детаљи          | Антонијета ди Мартино · Италија    | 2,01                | Рут Беитија · Шпанија                             | 1,96     | Еба Јунгмарк · Шведска                                       | 1,96     |
| Гетеборг 2013 детаљи       | Рут Беитија · Шпанија              | 1,99                | Еба Јунгмарк · Шведска                            | 1,96     | Ема Грин Трагеро · Шведска                                   | 1,96     |
| Праг 2015 детаљи           | Марија Кучина · Русија             | 1,97                | Алесија Трост · Италија                           | 1,97     | Камила Лићвинко · Пољска                                     | 1,94     |
| Београд 2017 детаљи        | Ајрине Палшуте · Литванија         | 2,01                | Рут Беитија · Шпанија                             | 1,94     | Јулија Левченко · Украјина                                   | 1,94     |
| Гласзгов 2019. детаљи      | Марија Ласицкене · Русија          | 2,01                | Јулија Левченко · Украјина                        | 1,99     | Ајрине Палшуте · Литванија                                   | 1,97     |
| Торуњ 2021. детаљи         | Јарослава Махучих Украјина         | 2,00                | Ирина Герашченко Украјина                         | 1,98     | Ела Јунила Финска                                            | 1,96     |
| Истанбул 2023. детаљи      | Јарослава Махучих Украјина         | 1,98                | Брит Вирман Холандија                             | 1,96     | Катерина Табашњик Украјина                                   | 1,94     |
| Апелдорн 2025. детаљи      | Јарослава Махучих Украјина         | 1,99                | Ангелина Топић Србија                             | 1,95     | Енгла Нилсон · Шведска                                       | 1,92     |
| Валенсија 2027             |                                    |                     |                                                   |          |                                                              |          |

## Укупни биланс медаља у скоку увис за жене после 41. Европског првенства у дворани 1966—2025.
|     | Земља           |    |    |    |     |
| --- | --------------- | -- | -- | -- | --- |
| 1.  | Источна Немачка | 7  | 6  | 3  | 16  |
| 2.  | Бугарска        | 5  | 3  | 2  | 10  |
| 3.  | Италија         | 5  | 2  | 0  | 7   |
| 4.  | Русија          | 4  | 0  | 3  | 7   |
| 5.  | Западна Немачка | 3  | 4  | 2  | 9   |
| 6.  | Румунија        | 3  | 2  | 2  | 7   |
| 7.  | Немачка         | 3  | 1  | 0  | 4   |
| 8.  | Шпанија         | 1  | 4  | 1  | 6   |
| 9.  | Украјина        | 3  | 2  | 2  | 7   |
| 10. | Совјетски Савез | 2  | 3  | 4  | 9   |
| 11. | Мађарска        | 1  | 2  | 2  | 5   |
| 11. | Шведска         | 1  | 2  | 3  | 6   |
| 13. | Чехословачка    | 1  | 1  | 3  | 5   |
| 14. | Аустрија        | 1  | 0  | 1  | 2   |
| 14. | Литванија       | 1  | 0  | 1  | 2   |
| 16. | Белгија         | 1  | 0  | 0  | 1   |
| 17. | Пољска          | 0  | 2  | 7  | 9   |
| 18. | Француска       | 0  | 2  | 2  | 4   |
| 19. | Холандија       | 0  | 1  | 1  | 2   |
| 20. | Југославија     | 0  | 1  | 0  | 1   |
| 20. | Грчка           | 0  | 1  | 0  | 1   |
| 20. | Чешка           | 0  | 1  | 0  | 1   |
| 20. | Норвешка        | 0  | 1  | 0  | 1   |
| 20. | Србија          | 0  | 1  | 0  | 1   |
| 25. | Молдавија       | 0  | 0  | 1  | 1   |
| 25. | Финска          | 0  | 0  | 1  | 1   |
| 25. | Уједињени тим   | 0  | 0  | 1  | 1   |
|     | Укупно {27}     | 42 | 43 | 42 | 127 |

|     | Атлетичарка                  | Земља                           |   |   |   |   |
| --- | ---------------------------- | ------------------------------- | - | - | - | - |
| 1.  | Стефка Костадинова           | Бугарска                        | 4 | 1 | 0 | 5 |
| 2.  | Сара Симеони                 | Италија                         | 4 | 0 | 0 | 4 |
| 3.  | Рита Шмит                    | Источна Немачка                 | 3 | 0 | 2 | 5 |
| 4.  | Роземари Акерман             | Источна Немачка                 | 3 | 0 | 0 | 3 |
| 4.  | Јарослава Махучих            | Украјина                        | 3 | 0 | 0 | 3 |
| 6.  | Галина Астафеи Алина Астафеи | Румунија · Немачка              | 2 | 1 | 1 | 4 |
| 6.  | Улрике Мејфарт               | Западна Немачка                 | 2 | 1 | 1 | 4 |
| 8.  | Хајке Хенкел                 | Западна Немачка · Немачка       | 2 | 1 | 0 | 3 |
| 9.  | Марија Ласицкене             | Русија                          | 2 | 0 | 0 | 2 |
| 10. | Рут Беитија                  | Шпанија                         | 1 | 4 | 1 | 6 |
| 11. | Милада Карбанова             | Чехословачка                    | 1 | 1 | 2 | 4 |
| 12. | Јорданка Благоева            | Бугарска                        | 1 | 1 | 1 | 3 |
| 13. | Андреа Биенас                | Источна Немачка                 | 1 | 1 | 0 | 2 |
| 13. | Антонијета ди Мартино        | Италија                         | 1 | 1 | 0 | 2 |
| 13. | Андреа Матаи                 | Мађарска                        | 1 | 1 | 0 | 2 |
| 13. | Кајса Бергквист              | Шведска                         | 1 | 1 | 0 | 2 |
| 17. | Ајрине Палшуте               | Литванија                       | 1 | 0 | 1 | 2 |
| 18. | Рита Гилдемајстер            | Источна Немачка                 | 0 | 2 | 0 | 2 |
| 18. | Бригите Холцапфел            | Западна Немачка                 | 0 | 2 | 0 | 2 |
| 20. | Урсула Кјелан                | Пољска                          | 0 | 1 | 3 | 4 |
| 21. | Лариса Косицина              | Совјетски Савез                 | 0 | 1 | 2 | 3 |
| 21. | Мариз Еванже Епе             | Француска                       | 0 | 1 | 2 | 3 |
| 23. | Елжбиета Трилињска           | Пољска                          | 0 | 1 | 1 | 2 |
| 23. | Корнелија Попеску            | Румунија                        | 0 | 1 | 1 | 2 |
| 23. | Тамара Бикова                | Совјетски Савез                 | 0 | 1 | 1 | 2 |
| 23. | Еба Јунгмарк                 | Шведска                         | 0 | 1 | 1 | 2 |
| 23. | Јулија Левченко              | Украјина                        | 0 | 1 | 1 | 2 |
| 28. | Данута Булковска             | Пољска                          | 0 | 0 | 2 | 2 |
| 28. | Јелена Јелесина              | Уједињени тим · Русија          | 0 | 0 | 2 | 2 |
| 28. | Антонина Лазарева            | Уједињени тим · Совјетски Савез | 0 | 0 | 2 | 2 |